# 瓦雷纳站
瓦雷纳站（法語：Varenne）是巴黎地鐵的一個車站，位於巴黎七區。瓦雷纳站得名於瓦雷纳路，是巴黎地鐵13號線的車站。瓦雷纳站開通於1923年12月20日，車站附近有羅丹博物館和荣军院。

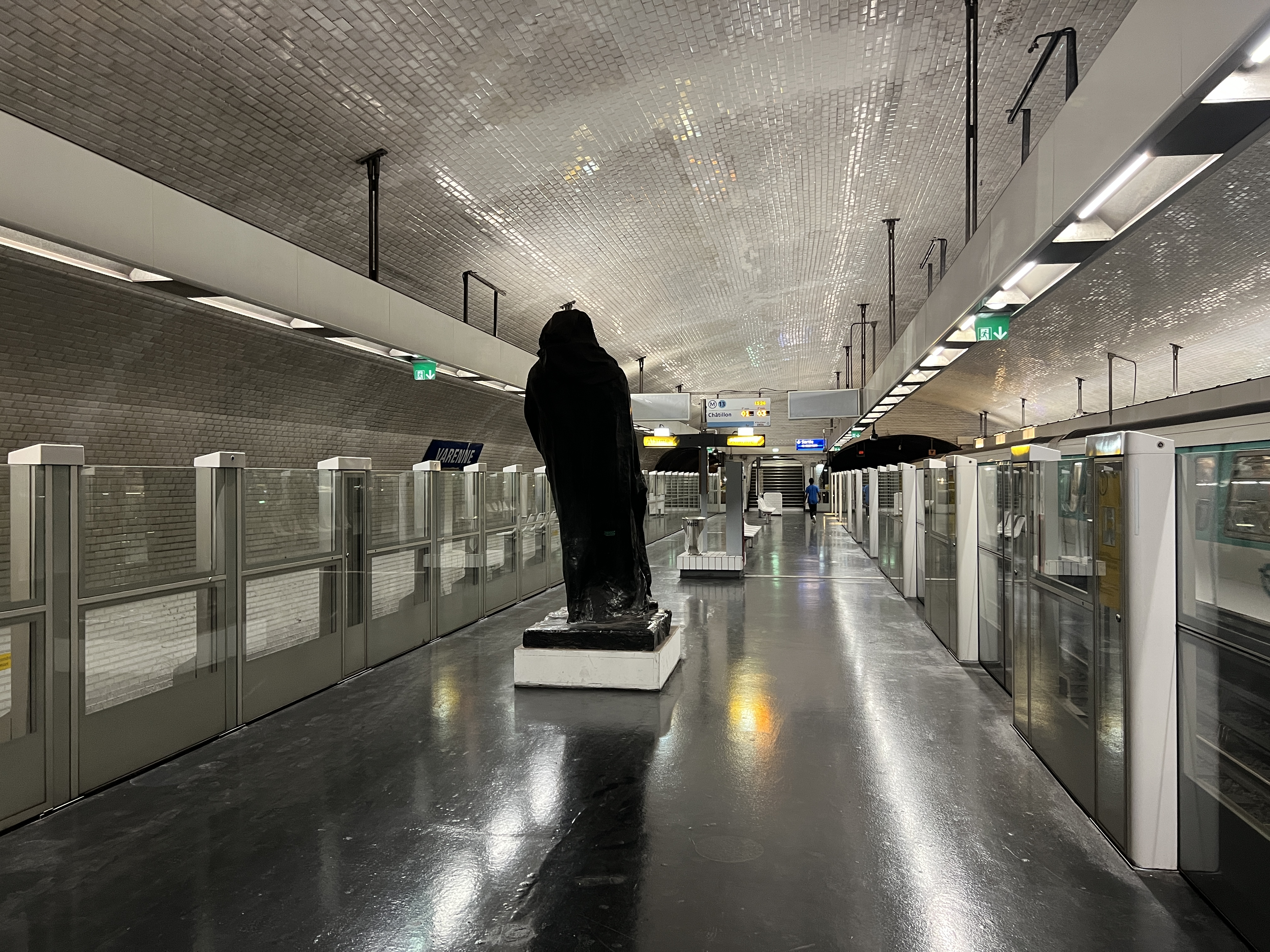
月台（2022年5月）

## 車站結構
| G      | 街道層                                 | 出入口                            |
| M      | 夾層                                   | 閘機、車站詢問處                  |
| P 月台 | 側式月台，右側開門有約月台門           | 側式月台，右側開門有約月台門      |
| P 月台 | 北行                                   | 往莱库尔蒂耶/聖但尼大學（榮軍院   |
| P 月台 | 南行                                   | 往沙蒂永-蒙魯日（聖方濟各沙勿略） |
| P 月台 | 島式月台，左/右側開門 兩側均配置月台門 |                                   |
| P 月台 | 南行                                   | 往沙蒂永-蒙魯日（聖方濟各沙勿略） |